# Project Open Sky

## 概要
Project Open Sky(プロジェクト オープン スカイ、略称：POSKY)とは、Microsoft Flight Simulatorで使用できる旅客機のモデルを作成し、プレイヤーに提供しているプロジェクトグループである。提供されている旅客機のモデルは、無料で使用する事が出来る。
発足当時存在していた数々の機体モデルはリペイントを行ってもオリジナルの制作者から公開許可を得られずに一般公開出来ないケースが多かった。これに対抗するため、そしてマスターテクスチャーとよばれるエアラインのペイントを行う前のホワイトベーステクスチャーも一般公開し、リペインターに優しく、オープンな機体を提供したいとの思いからOpen Skyと名付けられた。
グループが最初に公開した、Microsoft Flight Simulator 2000用ボーイング767は当時、その高い再現度故にパソコンのパフォーマンスが追いつかず、パソコンがフリーズしたりスムーズに動作しなくなるなど不評を買った。しかし、パソコンのパフォーマンスが追いつくにつれ好評となり、結果として現在の機体モデルのスタンダードをつくることに貢献した。
また、新技術の開発に積極的で、Microsoft Flight Simulatorに初めて翼の反りを再現したモデルを制作したことは有名であり、Microsoft Flight Simulator のリーディンググループとして活躍している。
Project Open Skyは別名Microsoft Flight Simulatorのボーイング社と言われており、これはメインデザイナーがボーイング社のファンであり、ボーイング社の機体ラインナップをほぼ揃え、そして非常に高品質なボーイング社の機体の再現モデルを制作することから来ている。
現在、エアバスA330、A340、ボーイング737、747、757、767、ボンバルディアCRJ、エンブラエルERJの優れたモデルを作成し、ダウンロード可能な状態となっている。また、各機体ごとの航空会社などの機体のペイントも豊富である。
2008年8月には、フリーアドオンとしてはMeljetに引き続きボーイング777の新モデルを制作・公開しており、クオリティの高いバーチャルコクピットも再現されている。
なお、唯一航空自衛隊のE-767のモデルを公開している。
また、ボーイング787シリーズの制作発表とボーイング767の新作の制作発表を行っている。

## 沿革
- 2000年11月 - 二人の日本人モデルデザイナーによりProject Open Sky発足、Microsoft Flight Simulator 2000用にグループ最初の作品となるボーイング767シリーズを公開。
- 2001年1月 - 2作品目となるボーイング747シリーズを公開。
- 2001年6月 - 2代目ボーイング767シリーズを公開。
- 2001年8月 - 3作品目となるボーイング777シリーズを公開。なおこの作品は Microsoft Flight Simulator シリーズにおいて初めて翼の反りを再現した画期的なモデルとなり、その後の機体モデルに影響を与えた作品となった。そして Microsoft Flight Simulator 2000用最後の作品となった。
- 2002年4月 - Microsoft Flight Simulator 2002用に3代目ボーイング767シリーズを公開。これはgMaxで制作された初のモデルとなり、より自然な翼の反りを再現したモデルである。また、同じ時期にグループ初となるボーイング社以外のモデル、エアバス社のエアバスA330シリーズを公開した。
- 2002年6月 - グループ初となる軍用機、C-17輸送機を公開。
- 2002年9月 - ボンバルディア CRJ 100/200シリーズを公開。この作品はグループ初となる3D仮想コックピットや可動式扉などを装備している。また、同じ時期にボーイング747貨物機シリーズを公開した。この作品はFSDSで制作された最後の作品となった。
- 2002年11月 - 3代目となるボーイング747-400シリーズを公開。この作品もgMaxにて制作されており、翼の反りや可動式扉の搭載、そして熱狂的なファンの多いボーイング747シリーズとあって、大ヒット作品となった。なお、2代目のボーイング747はバグ修正版となっており、特に記述はしない。
- 2003年9月 - 3代目となるボーイング747在来型シリーズを公開。
- 2003年10月 - 2代目エアバスA330シリーズを公開。また、同時期にボーイング757を公開。
- 2004年1月 - 公式サイトを大幅リニューアルオープンしシンプルで回線に優しいウェブサイトとなった。以前はAVSIMから無料で提供されたスペースにウェブサイトを構築していたが、自前のサーバーに引っ越した。また、自前のサーバーを用意したことにより、サイトの維持費がかかるようになり、この時期から寄付を募るようになった。ただし、機体モデルデータ自体はフリーウェアのままであり、無料で使用する事が出来る。なお、寄付した人には試作品のモデルの提供や正式版が先行公開されるなどの特典がある。
- 2004年7月 - エアバスA340シリーズを公開。
- 2004年8月 - ボンバルディア CRJ 900シリーズを公開。
- 2005年3月 - 4代目ボーイング767シリーズを公開。このモデルは3D仮想コックピット、プッシュバック中に表示されるトーイングカー、今までは飛行中は固定されていた翼の反りが乱気流や機体の状態によってバタつくようになるなど、画期的なモデルとなった。
- 2005年11月 - Project Open Sky発足5周年記念として航空自衛隊のE-767モデルが公開された。
- 2006年1月 - 1月から約半年をかけてボーイング737NGシリーズ（-600から-900）を公開。
- 2006年12月 - クリスマスプレゼントとして、4代目ボーイング747SPを公開。4代目ボーイング747は、エルロンやフラップ、ランディングギアに至るまでXMLゲージによりコントロールされており、細かい制御が可能になった。また、ユーザーがXMLコードを書き換えることにより自由に制御する事が可能となるなど、よりユーザーフレンドリーなモデルとなった。
- 2007年4月 - 4代目ボーイング747-100/-200シリーズを公開。
- 2007年9月 - 4代目ボーイング747-300シリーズを公開。また、同時期にエンブラエル社ERJシリーズを公開。
- 2007年11月 - 4代目ボーイング747-400シリーズを公開。
- 2008年4月 - エンブラエル・レガシー600を公開。
- 2008年8月 - ボーイング777-200シリーズを公開
- 2008年9月 - CRJ-700を公開
- 2008年12月 - ボーイング777-300シリーズを公開
- 2010年12月 - 「Posky」から「Free sky project」と「Sky spirit2010」とに分かれる。